# Natalija Petrowna Alexandrowitsch
Natalija Petrowna Alexandrowitsch (russisch Наталия Петровна Александрович, belarussisch Наталля Пятроўна Александровіч Natallja Pjatrouna Alexandrowitsch; * 1. Dezember 1950 in Minsk) ist eine sowjetisch-belarussische Archäozoologin und Hochschullehrerin.

## Leben
Alexandrowitsch studierte in Minsk an der Belarussischen Staatsuniversität mit Abschluss im Jahr 1974. Sie heiratete O. R. Alexandrowitsch und bekam 1976 eine Tochter namens Mascha.
1976 wurde Alexandrowitsch Wissenschaftliche Mitarbeiterin des Instituts für Geschichte der Nationalen Akademie der Wissenschaften von Belarus in der Abteilung für Mittelalter-Archäologie. Sie untersuchte die Viehwirtschaft und die Jagd der Bevölkerung der Städte und Burgen in Belarus im 10.–17. Jahrhundert.
Sie legte eine Muster- und Referenzsammlung der osteologischen Grabungsfunde an. Erstmals wendete sie die Clusteranalyse an. Sie entwickelte Kriterien und schlug einen Knochensättigungskoeffizienten für die Kulturschichten vor. Nach Verteidigung ihrer von R. W. Tusowa betreuten Dissertation über die osteologische Bewertung der geographischen und chronologischen Variabilität der jagdbaren Säugetiere im mittelalterlichen Belarus im Institut für Zoologie der Akademie der Wissenschaften wurde sie 1999 zur Kandidatin der biologischen Wissenschaften promoviert.
Alexandrowitsch lehrte 2005–2013 in Stolp an der Akademia Pomorska am Lehrstuhl für Zoologie.